# Felipe I de Hesse
Felipe I de Hesse (Marburgo, 13 de noviembre de 1504-Kassel, 31 de marzo de 1567), apodado el Magnánimo, fue uno de los príncipes más destacados del Renacimiento, prestando su apoyo a la Reforma protestante de Lutero.

## Biografía
Hijo del landgrave Guillermo II de Hesse (1469-1509) y de Ana de Mecklemburgo-Schwerin (1485-1525), fue nombrado landgrave de Hesse y acabó con los anabaptistas. Se convirtió al luteranismo, hecho que propició que, junto a Juan Federico de Sajonia, creara la Liga de Esmalcalda contra el emperador Carlos V. Fue apresado por Carlos V y pasó cuatro años en la cárcel. Para la historiadora Roca Barea se trata de un caso claro de la hipocresía de Martín Lutero, que aceptó la bigamia por conseguir el apoyo de este príncipe, interesado en oponerse a Carlos V en su intento de acabar con el feudalismo en Alemania. La esposa legítima quedaba sometida al capricho del poderoso interesado en contraer nuevo matrimonio y Lutero lo aceptaba a cambio de apoyo político. Sin embargo, este punto es discutido no sólo por historiadores de la Reforma, sino por otros eruditos, pues Lutero jamás apoyó explícitamente la bigamia de Felipe, dado que Felipe hizo ver como si su primer matrimonio habría llegado a su fin. 
Fundó la Universidad de Marburgo.

### Matrimonios e hijos
El 11 de diciembre de 1523, se casó en Dresde con Cristina de Sajonia (1505-1549), hija del duque Jorge de Sajonia. Tuvieron los siguientes hijos: 
- Inés (1527-1555), se casó en 1541 con el elector Mauricio de Sajonia (1521-1553) y en segundas nupcias en 1555 con el duque Juan Federico II de Sajonia-Gotha (1529-1595).
- Ana (1529-1591), casada con el conde palatino y duque Wolfgang de Zweibrücken (1526-1569).
- Guillermo IV de Hesse-Kassel (1532-1592), casado con Sabina de Wurtemberg.
- Luis Felipe (1534-1535).
- Bárbara (1536-1597), se casó en 1555 con el duque Jorge I de Montbéliard-Wurtemberg (1498-1558) y en segundas nupcias en 1568 con el conde Daniel de Waldeck (1530-1577).
- Luis IV de Hesse-Marburgo (1537-1604), se casó en 1563 con Eduviges de Wurtemberg y en 1591 en segundas nupcias con la condesa María Mansfeld.
- Isabel (1539-1582), casada con el elector Luis VI del Palatinado (1539-1583).
- Felipe II de Hesse-Rheinfels (1541-1583), casado con Ana Isabel del Palatinado (1549-1609).
- Cristina (1543-1604), casada con el duque Adolfo I de Schleswig-Holstein-Gottorp (1526-1586).
- Jorge I de Hesse-Darmstadt (1547-1596), casado con Magdalena de Lippe (1552-1587) y en segundas nupcias con Leonor de Wurtemberg (1552-1618).

Mientras estaba casado con su primera esposa, contrajo nuevo matrimonio (convirtiéndose así en bígamo, lo que no pareció importar a sus radicales preceptores religiosos) en Rotemburgo del Fulda el 4 de marzo de 1540, en matrimonio morganático con Margarita von der Saale (1522-1566), del que procede la familia de los condes de Dietz: 
- Felipe (1541-1569).
- Hermann (1542-1568).
- Cristóbal Ernesto (1543-1603).
- Margarita (1544-1608).
- Alberto (1546-1569).
- Felipe Conrado (1547-1569).
- Mauricio (1553-1575).
- Ernesto (1554-1570).
- Ana (1557-1558).